# Argonectes robertsi
Argonectes robertsi és una espècie de peix de la família dels hemiodòntids i de l'ordre dels caraciformes.

## Morfologia
- Els mascles poden assolir 28,8 cm de longitud total.[4][5]

## Reproducció
És ovípar.

## Hàbitat
És un peix d'aigua dolça i de clima tropical.

## Distribució geogràfica
Es troba a Sud-amèrica: conques dels rius Tapajós, Xingu, Tocantins, i Capim al Brasil.